# 三嶋大社
三嶋大社（日语：／）是座落在日本靜岡縣三島市的神社。社格為式內社（名神大社）、伊豆國一宮、總社、舊社格為官幣大社（現神社本廳的別表神社）。

## 關連項目
- 伊豆山神社、箱根神社 - 源賴朝三社詣（伊豆山神社、箱根神社、三島大社）

## 圖像集

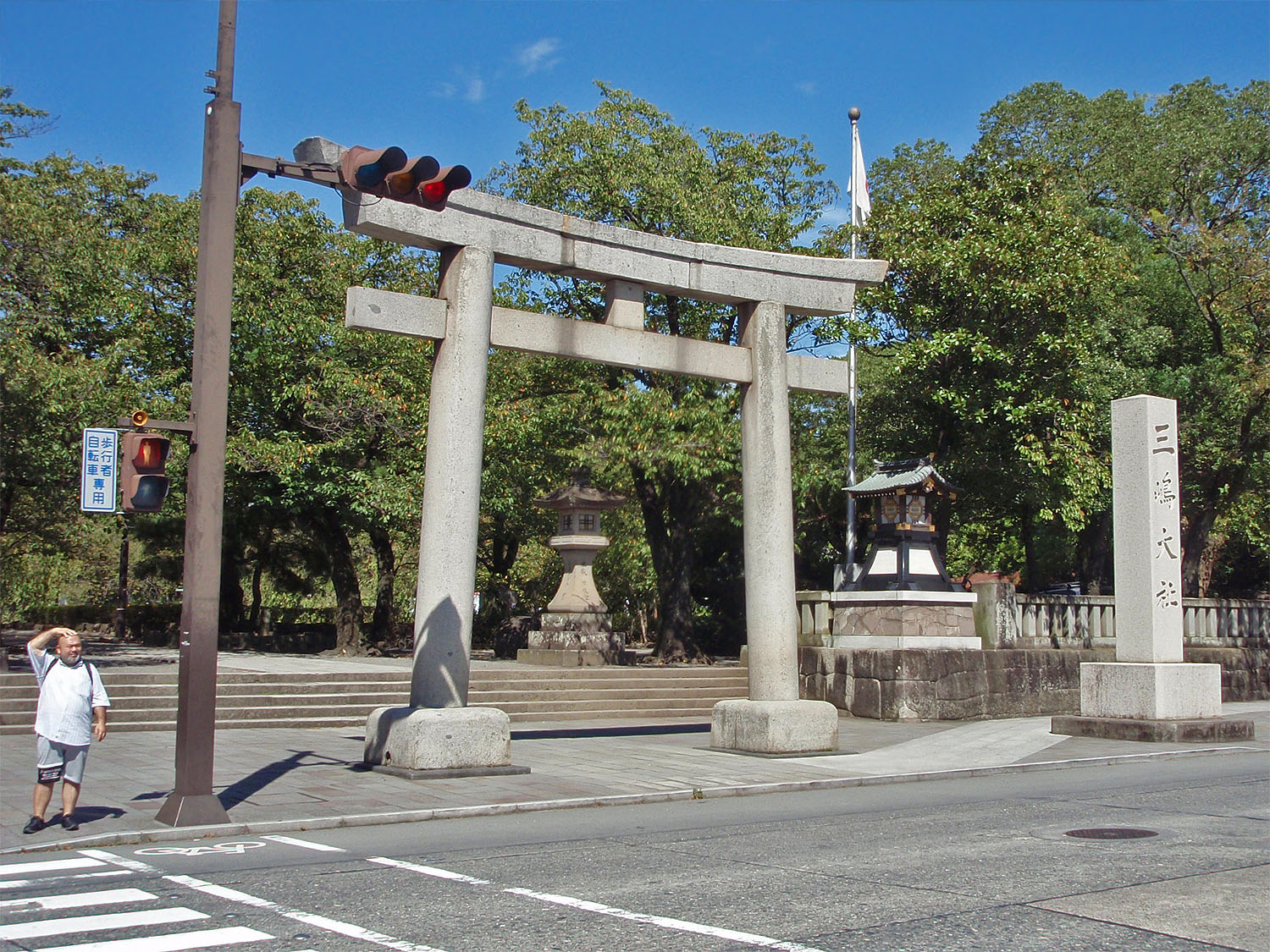
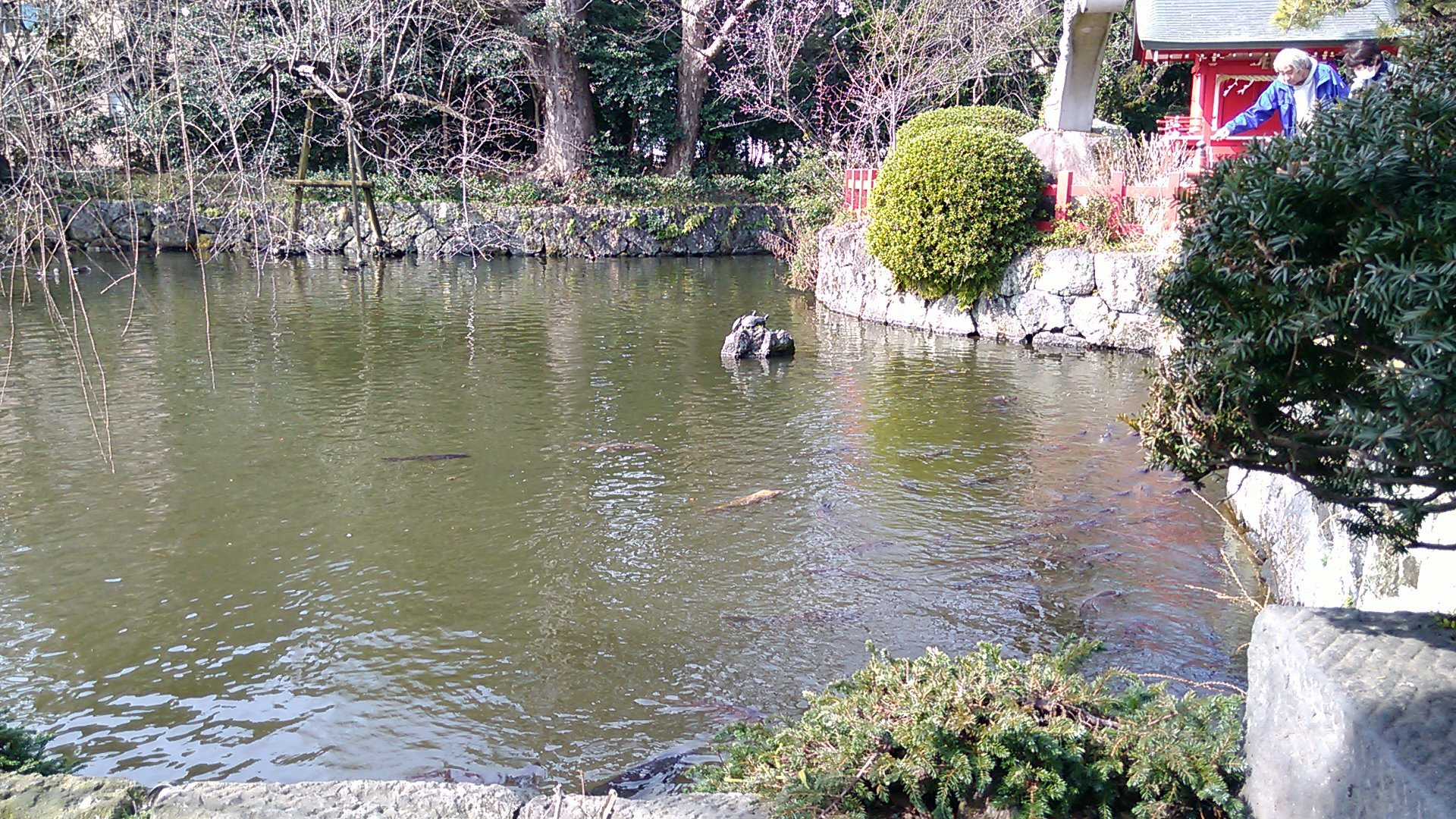
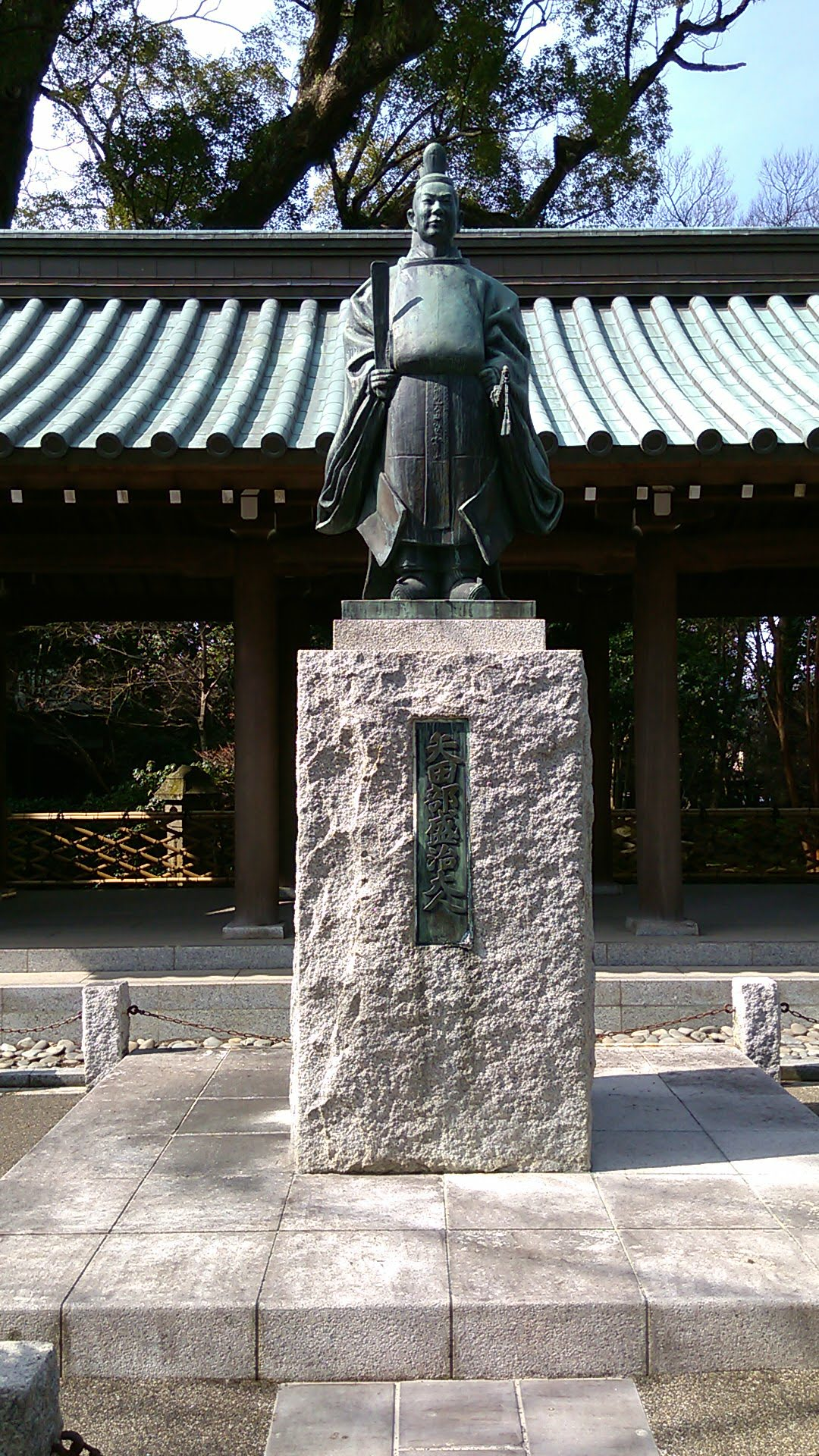
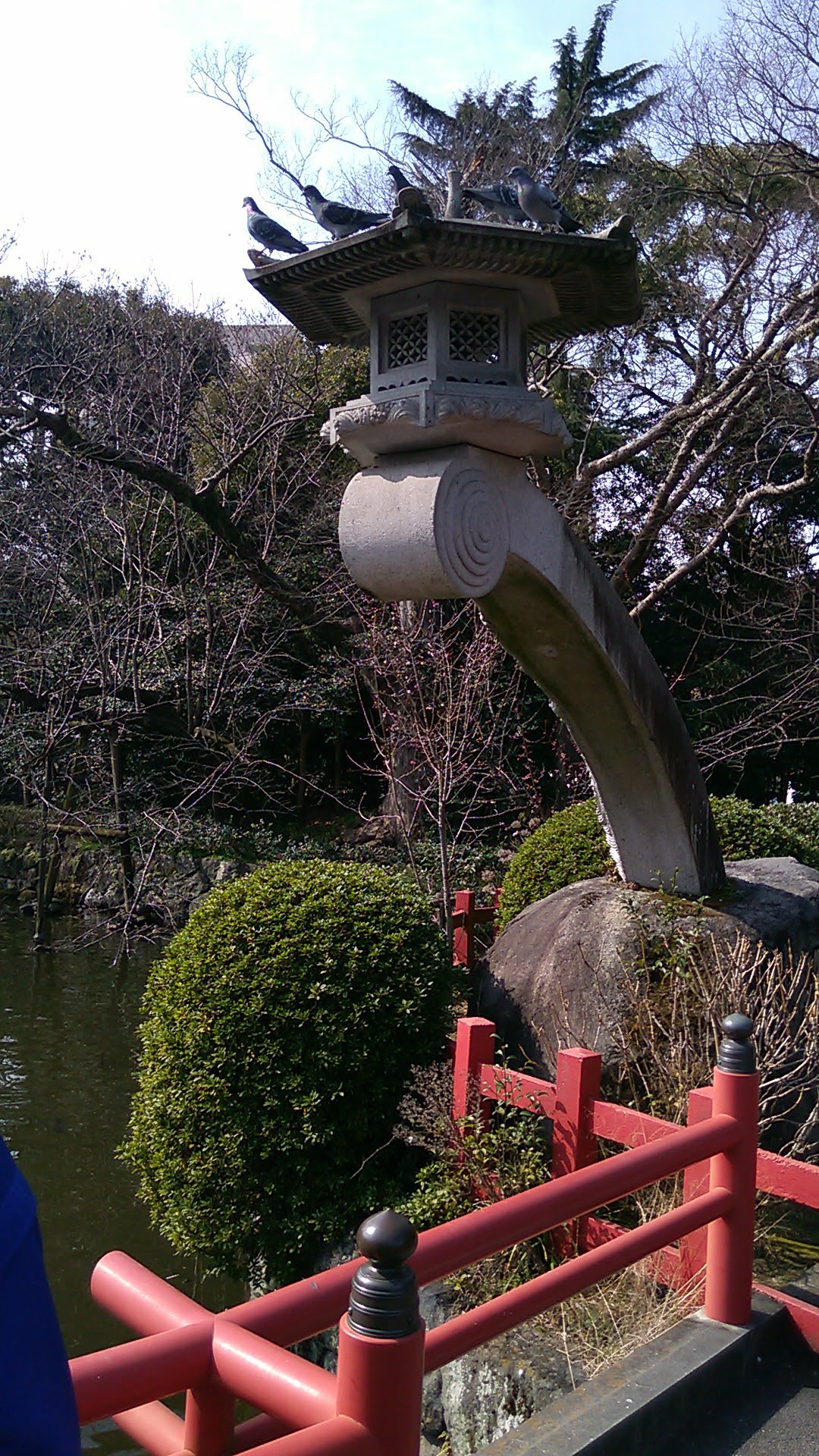
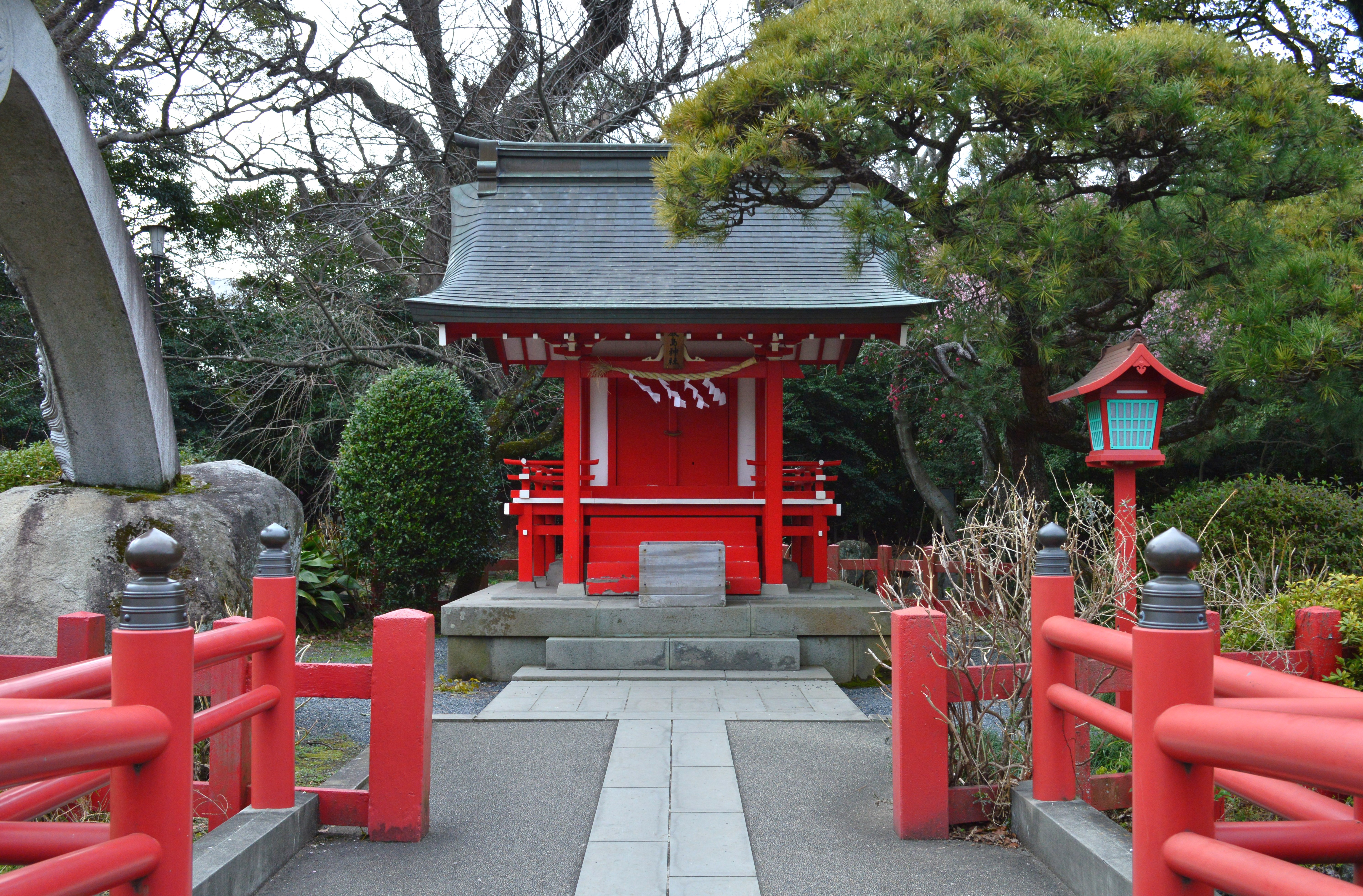
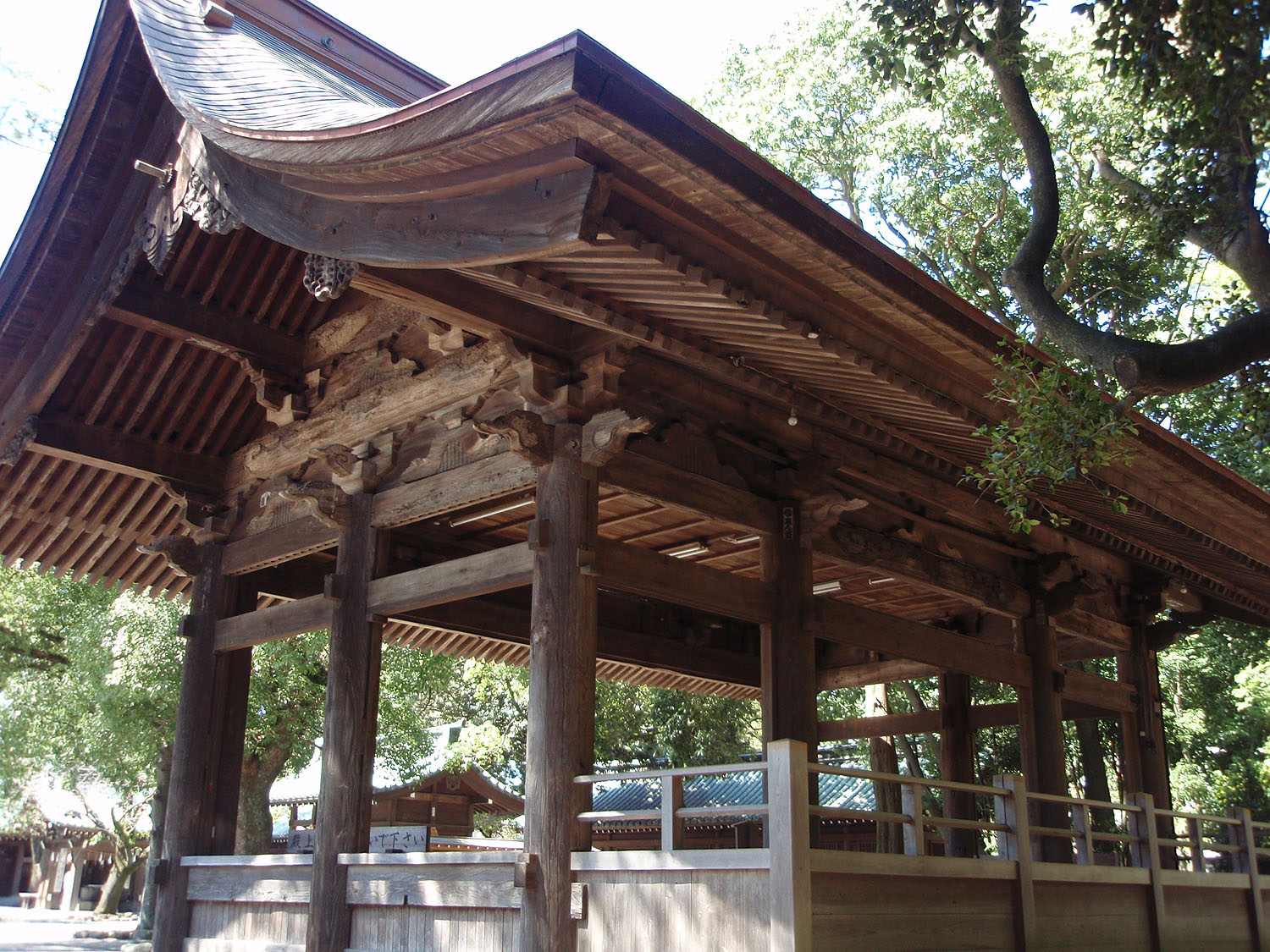
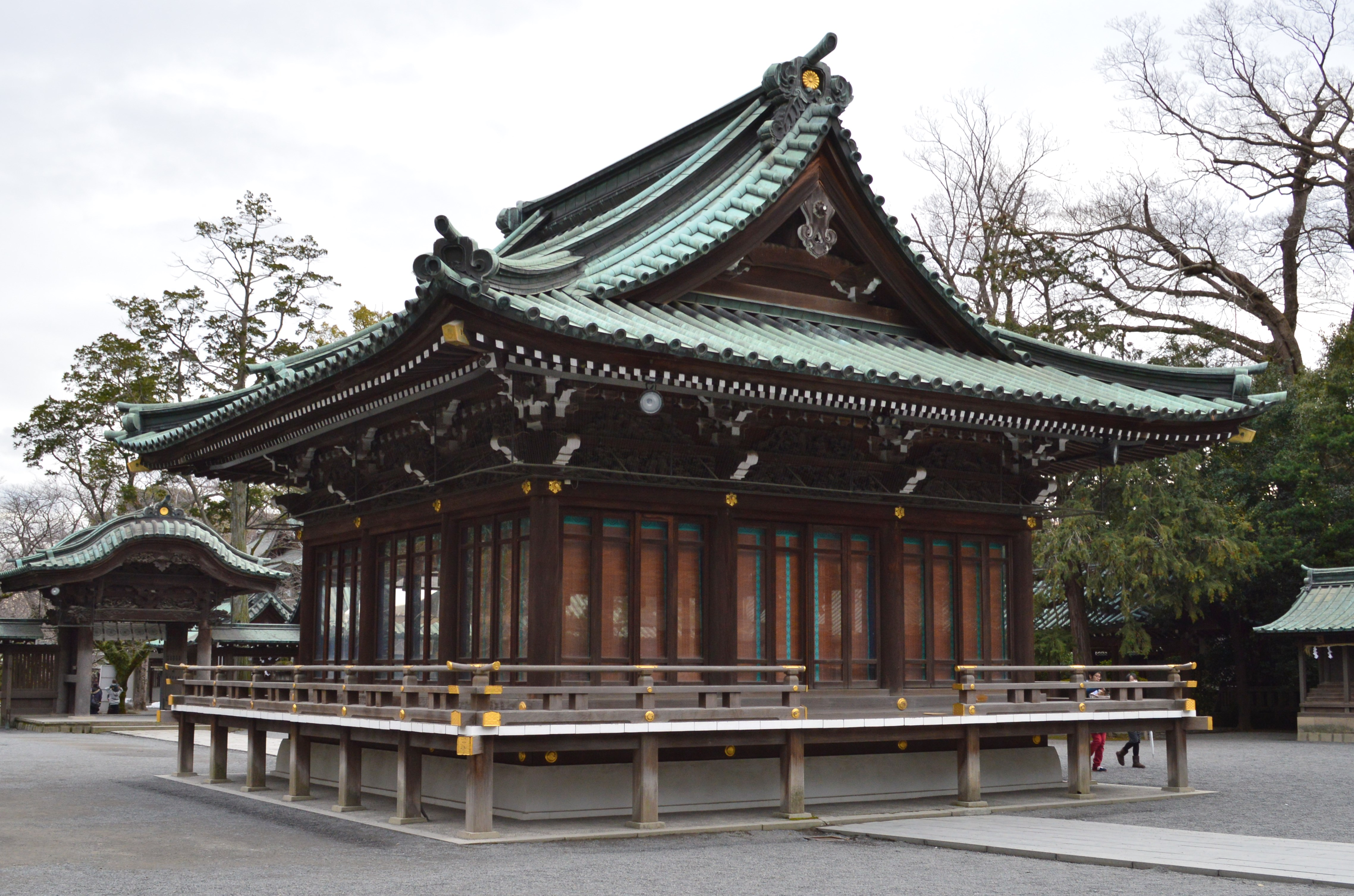
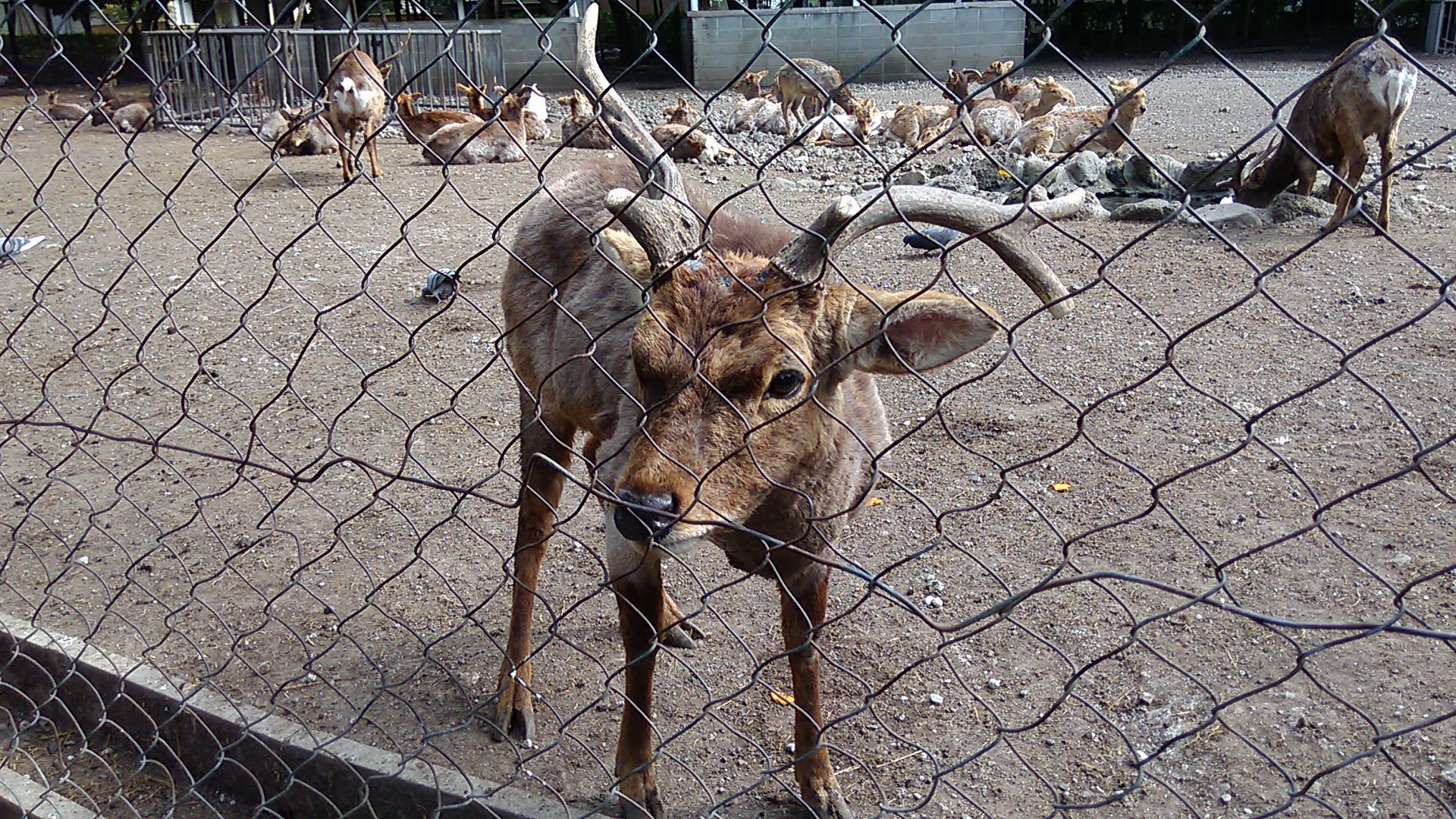
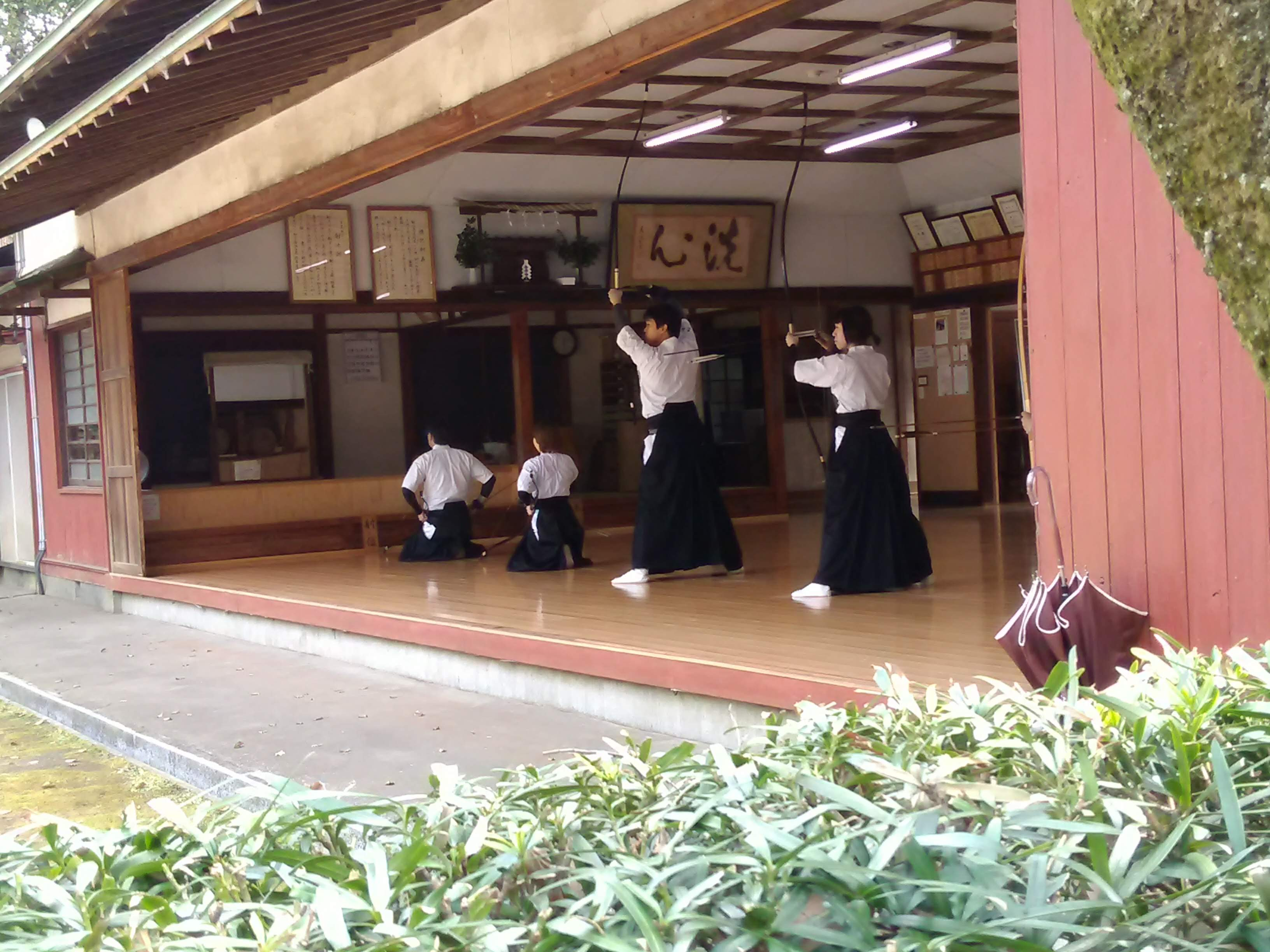

## 外部連結
- （日語）三嶋大社（页面存档备份，存于）

35°07′19″N 138°55′08″E / 35.12194°N 138.91889°E